# 南美超級經典盃
南美超級經典盃（葡萄牙語：Superclássico das Américas），也称作南美超级经典赛，为一项年度性足球杯赛，参赛球队为巴西国家足球队与阿根廷国家足球队。南美超级德比杯始于2011年，为罗卡杯的后继赛事。

## 比赛形式
2011年与2012年的比赛分两回合进行，其中一回合在阿根廷，另一回合在巴西举行。主办第一回合的球队在每届轮替进行，而首届届赛事的第一回合由抽签决定。两回合后积分最多的国家获胜，若是平局则以净胜球决定，并在必要时进行点球大战。这形式在2014年后变为在中立场地进行一场比赛。
在2011年和2012年的赛事中，每支球队的阵容均由在阿根廷或巴西联赛中踢球的足球运动员组成。但从2014年起，两支球队都可以征召在其他国家联赛踢球的球员。
2010年11月这两支球队在卡塔尔的友谊赛，原计划是重启罗卡杯，然而比赛组织者并没有如此呈现。取而代之的是，延续了巴西队的短暂传统，即在年末在卡塔尔与其他球队比赛，以宣传2022年世界杯。（巴西与英格兰于2009年11月交手，在2011年11月与非洲国家杯冠军和阿拉伯地区强队埃及比赛）。2022年的赛事原定于6月在澳大利亚举行，但阿根廷足球协会决定参加南美洲－歐洲冠軍盃从而取消。

## 历届赛事
| 年份 | 主队                        | 比分          | 客队   | 赛场                    | 举办地                 |
| ---- | --------------------------- | ------------- | ------ | ----------------------- | ---------------------- |
| 2011 | 阿根廷                      | 0–0           | 巴西   | 马里奥·肯佩斯体育场     | 阿根廷, 科尔多瓦       |
| 2011 | 巴西                        | 2–0           | 阿根廷 | 帕拉奥林匹克体育场      | 巴西, 贝伦             |
| 2011 | 巴西队总分2–0获胜。         |               |        |                         |                        |
| 2012 | 巴西                        | 2–1           | 阿根廷 | 塞拉多拉达体育场        | 巴西, 戈亚尼亚         |
| 2012 | 阿根廷                      | 2–1 (3–4点球) | 巴西   | 阿尔贝托·J·阿曼多体育场 | 阿根廷, 布宜诺斯艾利斯 |
| 2012 | 总比分3–3，巴西队点球获胜。 |               |        |                         |                        |
| 2013 | 取消                        | 取消          | 取消   | 取消                    | 取消                   |
| 2014 | 巴西                        | 2–0           | 阿根廷 | 北京国家体育场          | 中国, 北京             |
| 2015 | 取消                        | 取消          | 取消   | 取消                    | 取消                   |
| 2016 | 取消                        | 取消          | 取消   | 取消                    | 取消                   |
| 2017 | 巴西                        | 0-1           | 阿根廷 | 墨尔本板球场            | 澳大利亚, 墨尔本       |
| 2018 | 阿根廷                      | 0–1           | 巴西   | 阿卜杜拉国王体育城      | 沙特阿拉伯, 吉达       |
| 2019 | 巴西                        | 0-1           | 阿根廷 | 沙特国王大学体育场      | 沙特阿拉伯, 利雅德     |